# Tỉnh ủy Tuyên Quang
Tỉnh ủy Tuyên Quang hay còn được gọi Ban chấp hành Đảng bộ tỉnh Tuyên Quang, hay Đảng ủy tỉnh Tuyên Quang. Là cơ quan lãnh đạo cao nhất của Đảng bộ tỉnh Tuyên Quang giữa hai kỳ đại hội đại biểu Đảng bộ tỉnh.
Ngày 18 tháng 6 năm 2025, Bộ Chính trị ban hành Quyết định số 306-QĐ/TW thành lập Đảng bộ tỉnh Tuyên Quang trực thuộc Ban Chấp hành Trung ương Đảng, trên cơ sở hợp nhất Đảng bộ tỉnh Tuyên Quang và Hà Giang kể từ ngày 1 tháng 7 năm 2025.
Đứng đầu Tỉnh ủy là Bí thư Tỉnh ủy và thường là ủy viên Ban chấp hành Trung ương Đảng. Bí thư Tỉnh ủy Tuyên Quang hiện nay là Ủy viên Trung ương Đảng Hầu A Lềnh. 

## Lịch sử
Sau khi Đảng Cộng sản Việt Nam được thành lập, các cơ sở Đảng phát triển rộng khắp. Tại các khu vực nông thôn, vùng núi cơ sở Đảng phát triển chưa mạnh và chưa được xây dựng. Đại hội Đảng lần thứ nhất Đảng Cộng sản Đông Dương (tháng 3/1935) đã đề ra chủ trương mở rộng ảnh hưởng của Đảng, tiếp tục vận động quần chúng làm cách mạng và vạch rõ Đảng cần phải phân phối lực lượng của mình tới những chỗ chưa phát triển.
Sau Đai hội Đảng lần thứ nhất, các cơ sở Đảng tại Tuyên Quang bắt đầu được xây dựng và phát triển mạnh mẽ. Đầu tháng 6/1937, Hoàng Văn Lịch được cử về Tuyên Quang xây dựng cơ sở cách mạng. Đầu năm 1940, chi bộ Mỏ than được thành lập. Giữa năm 1941 Ban Cán sự Đảng Tuyên Quang được thành lập.
Để chuẩn bị cách mạng tháng 8 tại tỉnh, Tỉnh ủy lâm thời Tuyên Quang được thành lập vào tháng 7/1945. Ngày 22/8/1945, tỉnh Tuyên Quang giành được chính quyền tại địa phương thành công.
Sau Cách mạng tháng 8, Tỉnh ủy lâm thời xây dựng chính quyền cách mạng tại địa phương. Ngay sau khi cách mạng thắng lợi, quân đội Tưởng Giới Thạch ồ ạt kéo vào tỉnh gây tình trạng hỗn loạn. Thực hiện yêu cầu Trung ương Đảng, Tỉnh ủy lâm thời vừa song song đấu tranh với quân Tưởng, vừa đồng thời ổn định kinh tế, văn hóa, xã hội trong tỉnh.
Toàn quốc kháng chiến nổ ra, Tuyên Quang trở thành căn cứ cách mạng cho Trung ương Đảng và Chính phủ. Tỉnh ủy đã chỉ đạo xây dựng Tuyên Quang trở thành hậu phương vững chắc trong giai đoạn kháng chiến chống Pháp.
Sau Hội nghị Giơnevơ, miền Bắc hoàn toàn độc lập. Tỉnh ủy đã chỉ đạo khôi phục kinh tế, cải tạo xã hội chủ nghĩa, bước đầu phát triển kinh tế-văn hóa, tiếp tục thực hiện kế hoạch nhà nước 5 năm lần thứ nhất sau đó là vừa sản xuất, vừa chiến đấu, xây dựng hậu phương, chi viện tiền tuyến cho tới tháng 4/1975.
Ngày 25/9/1975 Bộ Chính trị ra Nghị quyết số 245-NQ/TW "Về việc bỏ khu, hợp tỉnh". Bộ Chính trị quyết định hợp nhất 21 tỉnh, Tuyên Quang và Hà Giang được hợp nhất thành tỉnh Hà Tuyên. Ngày 21/1/1976, Ban Bí thư ban hành Quyết định số 2539-NQ-NS/TW, chỉ định Ban chấp hành lâm thời đảng bộ tỉnh Hà Tuyên. Ngày 1/5/1977, tại Đại hội Đại biểu Đảng bộ tỉnh Hà Tuyên lần thứ nhất, Tỉnh ủy Hà Tuyên đã được Đại hội bầu.
Ngày 12/8/1991, tại kỳ họp thứ 9 Quốc hội khoá VIII ra quyết nghị chia tỉnh Hà Tuyên thành 2 tỉnh, tái lập tỉnh Hà Giang và tỉnh Tuyên Quang. Ngày 16/9/1991, Bộ Chính trị ra Quyết định số 41-NS/TW chỉ định Ban Chấp hành lâm thời Đảng bộ tỉnh Tuyên Quang. Từ ngày 20 đến 22/1/1992, Đại hội đại biểu Đảng bộ tỉnh Tuyên Quang lần thứ XI được tiến hành. Đại hội đã bầu ra Ban Chấp hành Đảng bộ tỉnh Tuyên Quang và Bí thư Tỉnh ủy.
Ngày 30/6/2025, theo Nghị quyết của Quốc hội khóa XV, sắp xếp toàn bộ diện tích tự nhiên, quy mô dân số của tỉnh Hà Giang và tỉnh Tuyên Quang thành tỉnh mới có tên gọi là tỉnh Tuyên Quang.

## Tổ chức
- Các cơ quan, ban Đảng:
  - Ban Tổ chức Tỉnh ủy
  - Ban Tuyên giáo và Dân vận Tỉnh ủy
  - Ủy ban Kiểm tra Tỉnh ủy
  - Văn phòng Tỉnh ủy
  - Báo Tuyên Quang
  - Trường Chính trị tỉnh
- Các Đảng uỷ trực thuộc Tỉnh ủy:
  - Đảng ủy Công an tỉnh
  - Đảng ủy Quân sự tỉnh
  - Đảng ủy cơ quan Đảng tỉnh
  - Đảng ủy UBND tỉnh
  - Đảng ủy các xã, phường

## Bí thư Tỉnh ủy
| STT | Tên              | Nhiệm kỳ       | Chức vụ                             | Ghi chú |
| --- | ---------------- | -------------- | ----------------------------------- | ------- |
| 1   | Trương Đình Dần  | 6/1941-2/1943  | Bí thư Ban Cán sự Đảng Tuyên Quang  |         |
| 2   | Tạ Xuân Thu      | 7/1945-2/1949  | Bí thư Tỉnh ủy lâm thời Tuyên Quang |         |
| 3   | Võ Thanh Hòa     | 2/1949-6/1949  | Bí thư Tỉnh ủy Tuyên Quang          |         |
| 4   | Trần Thanh Quang | 6/1949-6/1954  | Bí thư Tỉnh ủy Tuyên Quang          |         |
| 5   | Nguyễn Công Bình | 6/1954-12/1956 | Bí thư Tỉnh ủy Tuyên Quang          |         |
| 6   | Nguyễn Xuân Việt | 1/1957-3/1961  | Bí thư Tỉnh ủy Tuyên Quang          |         |
| 7   | Trần Hoài Quang  | 3/1961-1/1976  | Bí thư Tỉnh ủy Tuyên Quang          |         |
| 7   | Trần Hoài Quang  | 1/1976-5/1977  | Bí thư Tỉnh ủy lâm thời Hà Tuyên    |         |
| 8   | Lê Hạnh          | 5/1977-3/1979  | Bí thư Tỉnh ủy Hà Tuyên             |         |
| 9   | Nguyễn Văn Đức   | 3/1979-10/1986 | Bí thư Tỉnh ủy Hà Tuyên             |         |
| 10  | Phạm Đình Dy     | 10/1986-9/1991 | Bí thư Tỉnh ủy Hà Tuyên             |         |
| 11  | Hà Thị Khiết     | 9/1991-1/1992  | Bí thư Tỉnh ủy lâm thời Tuyên Quang |         |
| 11  | Hà Thị Khiết     | 1/1992-1/1998  | Bí thư Tỉnh ủy Tuyên Quang          |         |
| 12  | Trần Trung Nhật  | 1/1998-3/2005  | Bí thư Tỉnh ủy Tuyên Quang          |         |
| 13  | Hoàng Bình Quân  | 3/2005-6/2009  | Bí thư Tỉnh ủy Tuyên Quang          |         |
| 14  | Nguyễn Sáng Vang | 7/2009-2/2015  | Bí thư Tỉnh ủy Tuyên Quang          |         |
| 15  | Chẩu Văn Lâm     | 2/2015-8/2024  | Bí thư Tỉnh ủy Tuyên Quang          |         |
| 16  | Hà Thị Nga       | 10/2024-6/2025 | Bí thư Tỉnh ủy Tuyên Quang          |         |
| 17  | Hầu A Lềnh       | 7/2025-nay     | Bí thư Tỉnh ủy Tuyên Quang (mới)    |         |

## Đại hội Đại biểu Đảng bộ
| Đại hội Đại biểu Đảng bộ | Lần thứ | Thời gian             | Địa điểm              | Đại biểu | Bí thư                                      | Ủy viên cấp ủy                              |
| ------------------------ | ------- | --------------------- | --------------------- | -------- | ------------------------------------------- | ------------------------------------------- |
| Tỉnh Tuyên Quang         | I       | 14-16/4/1951          | Hàm Yên               | 45       | Trần Thanh Quang                            | 19                                          |
| Tỉnh Tuyên Quang         | II      | 30/1-5/2/1959         | thị xã Tuyên Quang    | 81       | Nguyễn Xuân Việt                            | 21 chính thức 4 dự khuyết                   |
| Tỉnh Tuyên Quang         | III     | vòng 1 6/6-15/6/1960  | thị xã Tuyên Quang    | 116      | Bầu đại biểu tham dự Đại hội Đảng toàn quốc | Bầu đại biểu tham dự Đại hội Đảng toàn quốc |
| Tỉnh Tuyên Quang         | III     | vòng 2 16/3-25/3/1961 | thị xã Tuyên Quang    | 116      | Trần Hoài Quang                             | 21 chính thức 4 dự khuyết                   |
| Tỉnh Tuyên Quang         | IV      | 19/6-27/6/1963        | thị xã Tuyên Quang    | 149      | Trần Hoài Quang                             | 21 chính thức                               |
| Tỉnh Tuyên Quang         | V       | 28/3-11/4/1969        | thị xã Tuyên Quang    | 203      | Trần Hoài Quang                             | 23 chính thức 1 dự khuyết                   |
| Tỉnh Tuyên Quang         | VI      | 9/12-15/12/1974       | thị xã Tuyên Quang    | 232      | Trần Hoài Quang                             | 22 chính thức 8 dự khuyết                   |
| Tỉnh Hà Tuyên            | I       | vòng 1 10-20/11/1976  | thị xã Tuyên Quang    | 380      | Bầu đại biểu tham dự Đại hội Đảng toàn quốc | Bầu đại biểu tham dự Đại hội Đảng toàn quốc |
| Tỉnh Hà Tuyên            | I       | vòng 2 25/4-2/5/1977  | thị xã Tuyên Quang    | 351      | Lê Hạnh                                     | 35 chính thức 4 dự khuyết                   |
| Tỉnh Hà Tuyên            | II      | 5-8/11/1980           | thị xã Tuyên Quang    | 276      | Nguyễn Văn Đức                              | 43 chính thức 2 dự khuyết                   |
| Tỉnh Hà Tuyên            | III     | vòng 1 2-8/1/1982     | thị xã Tuyên Quang    | 296      | Bầu đại biểu tham dự Đại hội Đảng toàn quốc | Bầu đại biểu tham dự Đại hội Đảng toàn quốc |
| Tỉnh Hà Tuyên            | III     | vòng 2 20-24/3/1983   | thị xã Tuyên Quang    | 285      | Nguyễn Văn Đức                              | 43 chính thức 2 dự khuyết                   |
| Tỉnh Hà Tuyên            | IV      | 7-12/10/1986          | thị xã Tuyên Quang    | 342      | Phạm Đình Dy                                | 45 chính thức 11 dự khuyết                  |
| Tỉnh Tuyên Quang         | XI      | vòng 1 25-27/4/1991   | thị xã Tuyên Quang    | 292      | Bầu đại biểu tham dự Đại hội Đảng toàn quốc | Bầu đại biểu tham dự Đại hội Đảng toàn quốc |
| Tỉnh Tuyên Quang         | XI      | vòng 2 20-22/1/1992   | thị xã Tuyên Quang    | 200      | Hà Thị Khiết                                | 41                                          |
| Tỉnh Tuyên Quang         | XII     | 2-4/5/1996            | thị xã Tuyên Quang    | 249      | Hà Thị Khiết                                | 45                                          |
| Tỉnh Tuyên Quang         | XIII    | 14-17/12/2000         | thị xã Tuyên Quang    | 250      | Trần Trung Nhật                             | 49                                          |
| Tỉnh Tuyên Quang         | XIV     | 10-13/12/2005         | thị xã Tuyên Quang    | 250      | Hoàng Bình Quân                             | 47                                          |
| Tỉnh Tuyên Quang         | XV      | 19-21/10/2010         | thành phố Tuyên Quang | 315      | Nguyễn Sáng Vang                            | 55                                          |
| Tỉnh Tuyên Quang         | XVI     | 22-24/10/2015         | thành phố Tuyên Quang | 345      | Chẩu Văn Lâm                                | 51                                          |
| Tỉnh Tuyên Quang         | XVII    | 12-15/10/2020         | thành phố Tuyên Quang | 345      | Chẩu Văn Lâm                                | 48                                          |

## Ban Thường vụ Tỉnh ủy khóa XVII (2020 - 2025)
Ngày 30/6/2025, theo Quyết định của Bộ Chính trị, Đảng bộ tỉnh Tuyên Quang mới gồm 65 người. Ủy viên Ban Thường vụ Tỉnh ủy gồm 22 người.
1. Hầu A Lềnh, Ủy viên Trung ương Đảng, Bí thư Tỉnh ủy Tuyên Quang.
2. Lê Thị Kim Dung - Phó Bí thư thường trực Tỉnh ủy,
3. Phan Huy Ngọc - Phó Bí thư Tỉnh ủy, Chủ tịch UBND tỉnh
4. Nguyễn Văn Sơn - Phó Bí thư Tỉnh ủy, Chủ tịch HĐND tỉnh
5. Ma Thế Hồng - Phó Bí thư Tỉnh ủy, Chủ tịch Ủy ban Mặt trận Tổ quốc tỉnh[4]
6. Phùng Tiến Quân - Trưởng ban Nội chính Tỉnh ủy
7. Nguyễn Hưng Vượng - Trưởng ban Tổ chức Tỉnh ủy
8. Vân Đình Thảo - Giám đốc Sở Tài chính
9. Nguyễn Hồng Trang - Phó Bí thư chuyên trách Đảng ủy các cơ quan Đảng tỉnh
10. Phạm Thị Minh Xuân - Phó Chủ tịch Hội đồng nhân dân tỉnh
11. Nông Thị Bích Huệ - Phó Bí thư thường trực chuyên trách Đảng ủy UBND tỉnh
12. Nguyễn Mạnh Tuấn - Phó Chủ tịch thường trực UBND tỉnh [5]
13. Lý Thị Lan - Trưởng đoàn Đại biểu Quốc hội khóa XV tỉnh.
14. Hầu Minh Lợi - Phó Chủ tịch thường trực Hội đồng nhân dân tỉnh
15. Hoàng Gia Long - Phó Chủ tịch UBND tỉnh
16. Vương Ngọc Hà - Phó Chủ tịch UBND tỉnh
17. Hà Trung Kiên - Phó Chủ tịch thường trực Ủy ban MTTQ Việt Nam tỉnh
18. Trần Quang Minh - Chủ nhiệm Ủy ban Kiểm tra Tỉnh ủy
19. Trần Mạnh Lợi - Trưởng ban Tuyên giáo và Dân vận Tỉnh ủy
20. Vàng Seo Cón - Bí thư Đảng ủy, Chủ tịch HĐND phường Hà Giang 2
21. Thiếu tướng Nguyễn Đức Thuận - Giám đốc Công an tỉnh
22. Đại tá Lại Tiến Giang - Chỉ huy trưởng Bộ Chỉ huy Quân sự tỉnh